# بيا (مسلسل)
بيا هو تيلينوفيلا أرجنتيني من بطولة إيزابيلا سوزا وخوليو بينا فيرنانديز. عرض الموسم الأول منه في 24 يونيو 2019.

## روابط خارجية
- بيا (مسلسل) على موقع IMDb (الإنجليزية)
- بيا (مسلسل) على موقع كينوبويسك (الروسية)
- بيا (مسلسل) على موقع ألو سيني (الفرنسية)
- بيا (مسلسل) على موقع قاعدة بيانات الفيلم (الإنجليزية)